# Карл Б'єркнес
Карл Антон Б'єркнес (норв. Carl Anton Bjerknes; 24 жовтня 1825 — 20 березня 1903) — норвезький математик і фізик. Наукові роботи Б'єркнеса стосувалися чистої математики, але головним чином він відомий своїми дослідженнями з гідродинаміки.

## Біографія
Карл Антон Б'єркнес народився в Осло, Норвегія. Його батьком був Авраам Ісаксен Б'єркнес, а матір'ю — Елен Біргітт Холмен. Б'єркнес вивчав гірничу справу в Університеті Осло, а потім математику в Геттінгенському та Паризькому університетах. У 1866 році він займав кафедру прикладної математики, а в 1869 році — математики. Протягом п'ятдесяти років Б'єркнес викладав математику в університеті Осло та у військовому коледжі.
Учень Пітера Густава Лежена-Діріхле, Габріеля Ламе та Огюстена-Луї Коші. Бьеркнес все життя працював у галузі гідродинаміки. Він намагався пояснити електродинаміку Джеймса Клерка Максвелла за допомогою гідродинамічних аналогій і подібним чином запропонував механічне пояснення гравітації. Хоча йому не вдалося пояснити все це, його відкриття в галузі гідродинаміки були важливими. Його експерименти були показані на першій Міжнародній виставці електрики в Парижі, яка тривала з 15 серпня 1881 року по 15 листопада 1881 року в Палаці промисловості на Єлисейських полях, і на зустрічі скандинавських натуралістів у Стокгольмі.